# Odakivi nina
Odakivi nina är en udde utmed Estlands nordkust mot Finska viken. Den ligger i Kuusalu kommun i Harjumaa, i den norra delen av landet, 60 km öster om huvudstaden Tallinn. Udden ligger på halvön Pärispea poolsaars nordvästra sida och norr om udden breder bukten Odakivi laht ut sig. Denna är en del av den större bukten  Hara laht som skiljer halvöarna Juminda poolsaar från Pärispea poolsaar. 
Terrängen inåt land är platt. Havet är nära Odakivi nina åt nordväst. Runt Odakivi nina är det mycket glesbefolkat, med 7 invånare per kvadratkilometer. Närmaste större samhälle är Loksa, 6,7 km söder om Odakivi Nina. I omgivningarna runt Odakivi nina växer i huvudsak blandskog.
Inlandsklimat råder i trakten. Årsmedeltemperaturen i trakten är 3 °C. Den varmaste månaden är juli, då medeltemperaturen är 18 °C, och den kallaste är januari, med −11 °C.